# Мегринский
Мегринский — посёлок в Белозерском районе Вологодской области.
Название имеет финно-угорское (вероятно вепсское) происхождение от фин. mäyrä, карел. mägrä, эст. и вепс. mägr — «барсук»
Входит в состав Шольского сельского поселения (с 1 января 2006 года по 9 апреля 2009 года был центром Городищенского сельского поселения), с точки зрения административно-территориального деления — в Городищенский сельсовет.

## География
Расположен на берегах реки Мегры. Расстояние до районного центра Белозерска по автодороге составляет 84 км, до центра муниципального образования села Зубово по прямой — 17 км. Ближайшие населённые пункты — Иваньково, Ново, Старое Село.

## История
В 1966 г. указом президиума ВС РСФСР поселок Казенный Хутор переименован в Мегринский.

## Население
| 2010 |
| ---- |
| 248  |